# Stjälktrådklubba
Stjälktrådklubba (Typhula uncialis) är en svampart som först beskrevs av Robert Kaye Greville, och fick sitt nu gällande namn av Berthier 1976. Stjälktrådklubba ingår i släktet Typhula och familjen trådklubbor.  Arten är reproducerande i Sverige. Inga underarter finns listade i Catalogue of Life.